# 納漢尼國家公園保留地
納漢尼國家公園（英語：Nahanni National Park Reserve）位於加拿大的西北地區，離首府黃刀鎮以西約500公里處。主要目的是保護馬更些山脈部分自然區。

## 歷史
南納漢尼河地區早在9000年前就已有人居住，數千年以來這些人都過著遊牧的生活。隨著歐洲人從18世紀開始進入這地區與原住民進行貿易，這些原住民便逐漸捨棄以往的遊牧生活，改為在歐洲人設立的貿易站附近定居。到了19世紀末，正當附近的育空地區的淘金熱進行得如火如荼之際，有冒險家試圖沿南納漢尼河進入育空地區。當中一些人的離奇死亡使這片地區留下了種種的傳聞與傳說，也留下了如「無頭溪」（Headless Creek）、「死人谷」（Deadmen Valley）等地名。

### 成為國家公園
在1960年代末，加拿大國內就應否在南納漢尼河興建大型水力發電廠展開了激烈的爭論。當時的總理杜魯多在遊覽過這片地區後，深深被其壯麗的景觀所震撼，這令他在1972年決定把南納漢尼河以及岸邊的地區劃為國家公園，總面積為4,766平方（1,840平方英里）。在2003年Dehcho第一民族與加拿大公園局協議把保護區暫時擴大至23,000平方（8,880平方英里）。而於2007年總理哈珀宣佈保護區再添5,400平方（2,085平方英里），令總面積增加到28,000平方（10,811平方英里）。

## 公園
「納漢尼」這名字是來自土著的德內語，帶有「靈魂」的意思。南納漢尼河是公園的焦點所在，它流經的四個峽谷──分別名為第一、第二、第三、與第四峽谷──正好襯托著這條壯觀的激流。
維吉尼亞瀑布是公園內的另一個景點，河水在這裡從90（295英尺）的高空急墜而下，高度比尼亞加拉瀑布再高一倍。瀑布的中間有一塊尖頂的抗蝕岩石，名叫「Mason之石」（Mason's Rock），以紀念著名的加拿大駕獨木舟者、作家與製片人Bill Mason。除了瀑布以外，沿河更有很多著名的急流，如Figure Eight、George's Riffle、與Lafferty's Riffle等。
保留區內另外也有溫泉、高山凍土、山嶺、杉木林和白楊林，是多種鳥類、魚類和動物的棲息地。保留地外的辛普森堡有一個遊客中心，為該國家公園的歷史、地理與文化作出介紹。要去納漢尼國家公園只能靠直升機或水上飛機。每年有大約800至900人到納漢尼國家公園觀光。
納漢尼國家公園於1978年被聯合國教育科學文化組織列為世界遺產，是首批世界自然遺產之一。

## 參閱
- 加拿大國家公園
- 加拿大國家公園列表
- 南納漢尼河

## 外部連結
- Parks Canada （英文）
- South Nahanni River （英文）
- Canadian Parks and Wilderness Society - Nahanni campaign （英文）
- CONTRIBUTIONS OF RESEARCH, CONSULTATION AND NEGOTIATION （页面存档备份，存于） （英文）
- Nahanni Forever? （英文）